# Distrito de Chontalí
El Distrito de Chontalí es uno de los doce distritos de la Provincia de Jaén en el Departamento de Cajamarca, bajo la administración del  Gobierno regional de Cajamarca, en el Perú.   
Desde el punto de vista jerárquico de la Iglesia católica forma parte del Vicariato Apostólico de San Francisco Javier, también conocido como Vicariato Apostólico de Jaén en el Perú.

## Historia
El distrito Chontalí, se elevó a la condición de distrito el 28 de diciembre de 1943, por la Ley N° 9868, la misma que le dio categoría de pueblo a su capital distrital, en el primer gobierno del Presidente Manuel Prado Ugarteche.
En la misma ley se crea los distritos de: Namballe,  San José del Alto, San José de Lourdes, Pomahuaca y Santa Rosa.

## Geografía
Situado al noroeste de la provincia de Jaén, con una extensión de 482,55 km²,  su capital se encuentra a 1 500 m s. n. m. y está conformado por 38 centros poblados. Se encuentra en la  Yunga oriental, con un clima subtropical húmedo o semiseco.
Está ubicado en la cuenca alta del río Huayllabamba, en el valle Chunchuca el cual presenta una zona agrícola preservada del uso de pesticidas y de productos agroquímicos; sus tierras son importantes para la producción del café que es el principal ingreso de los pobladores. Además es importante destacar la benevolencia del clima, facilitando la producción de verduras en la mayoría de sus variedades, así como las frutas regionales; sin embargo, la ganadería es una de las actividades más importantes.

## Demografía
Según el INEI, su tasa de crecimiento 81-93 es de 2.1 y su población estimada para 1999 es de 11 633 habitantes, con una densidad de población de 27,1 hab/km². Dos características importantes de su población son que el 91,3% es rural y el 48,4% es menor de 15 años. 
Otro punto a resaltar de éste distrito son sus habitantes, en su mayoría son de tez blanca a diferencia de la simbiótica mezcla de los habitantes del norte peruano, esto debido a que son directamente descendientes de colonizadores españoles o mestizos.

## Actividades económicas
Las principales actividades económicas son la agricultura y la ganadería, que llegan a ocupar el 90% de PEA distrital. El café es el principal producto agrícola (58% del área cultivada en 1998), y por lo tanto, principal fuente generadora de ingresos de los agricultores. 
La actividad comercial más importante se circunscribe a los productos del agro: café, maíz, frutales y panllevar, y en menor escala a la venta de ganado. Su relación comercial es directa y casi siempre con intermediarios mayormente en Jaén, al cual está unido por una trocha carrozable (angosta, y con escaso mantenimiento) de 57 km aproximadamente, une Chontalí con el Puente Chunchuca en el km 169 de la carretera Olmos - Marañón, haciendo una distancia de 98 km a Jaén.

## Autoridades

### Municipales
- 2011 - 2014[3]
  - Alcalde: Antonio Vásquez Tenorio, del Movimiento de Innovación Cajamarca (MICA).
  - Regidores: Gregorio Delgado Pérez (MICA), Neiva Rene Bravo Ruiz (MICA), Flor Díaz Becerra (MICA), Luis Giancarlos Vásquez Cubas (MICA), José María Díaz Zabaleta (Frente Regional de Cajamarca).
- 2019 - 2022
  - Alcalde:  Roberto Nelver Alarcón Pérez

### Policiales
- Comisario:

### Religiosas
- Vicariato Apostólico de Jaén[4]
  - Vicario apostólico: Mons. Gilberto Alfredo Vizcarra Mori, S.J.

La cultura chontalina es muy rica y diversa. Las fiestas patronales se celebran entre el 10 y el 14 de octubre, siendo el día central el 12 de octubre, en honor a su patrón San Jerónimo.